# Garrulaxe de Taïwan
Garrulax taewanus
Espèce
Statut de conservation UICN

 NT  : Quasi menacé
Statut CITES
Le Garrulaxe de Taïwan (Garrulax taewanus) est une espèce de passereaux de la famille des Leiothrichidae. Il a longtemps été considéré comme une sous-espèce du Garrulaxe hoamy dont il a divergé il y a environ 1,5 million d'années. D'après Alan P. Peterson, c'est une espèce monotypique.

## Description
Cet oiseau mesure 24 cm de long. Son plumage est essentiellement gris-brun avec de larges rayures sur la tête, le dos et la nuque, de plus fines sur le ventre. Il n'a pas les marques blanches au niveau des yeux du Garrulaxe hoamy qui est plus roux et moins rayé que lui. Son chant est long, mélodieux et varié.

## Répartition
Il est endémique à Taïwan.
Il est menacé par la perte de son habitat et son hybridation avec le Garrulaxe hoamy.